# (542258) 2013 AP183
2013 AP183 ist ein großes transneptunisches Objekt, das bahndynamisch als resonantes Kuipergürtel-Objekt (3:8–Resonanz) oder als Scattered Disk Object (SDO) eingestuft wird. Aufgrund seiner Größe gehört der Asteroid möglicherweise zu den Zwergplanetenkandidaten.

## Entdeckung
2013 AP183 wurde am 10. Januar 2013 von einem Astronomenteam, bestehend aus B. Gibson, T. Goggia, N. Primak, A. Schultz und M. Willman, mit dem 1,8-m-Pan-STARRS-Teleskop (PS1) am Haleakalā-Observatorium (Maui) entdeckt. Die Entdeckung wurde am 17. Juli 2016 bekanntgegeben.
Nach seiner Entdeckung ließ sich 2013 AP183 auf Fotos bis zum 25. Januar 2003, die im Rahmen des Sloan-Digital-Sky-Survey-Programmes (SDSS) am Apache-Point-Observatorium (New Mexico) gemacht wurden, zurückgehend identifizieren und so seinen Beobachtungszeitraum um zehn Jahre verlängern, um so seine Umlaufbahn genauer zu berechnen. Seither wurde der Planetoid durch verschiedene erdbasierte Teleskope beobachtet. Im Dezember 2018 lagen insgesamt 123 Beobachtungen über einen Zeitraum von 16 Jahren vor. Die bisher letzte Beobachtung wurde im März 2018 wiederum am Pan-STARRS-Teleskop (PS1) durchgeführt. (Stand 14. März 2019)

## Eigenschaften

### Umlaufbahn
2013 AP183 umkreist die Sonne in 436,67 Jahren auf einer elliptischen Umlaufbahn zwischen 36,44 AE und 78,68 AE Abstand zu deren Zentrum. Die Bahnexzentrizität beträgt 0,367, die Bahn ist 3,33° gegenüber der Ekliptik geneigt. Derzeit ist der Planetoid 48,02 AE von der Sonne entfernt. Das Perihel durchlief er das letzte Mal 1965, der nächste Periheldurchlauf dürfte also im Jahre 2402 erfolgen.
Marc Buie (DES) klassifiziert den Planetoiden als RKBO (3:8-Resonanz mit Neptun), während das Minor Planet Center ihn als SDO einordnet; letzteres führt ihn auch allgemein als «Distant Object».

### Größe
Derzeit wird von einem Durchmesser von 373 km ausgegangen, basierend auf einem Rückstrahlvermögen von 8 % und einer absoluten Helligkeit von 5,6 m. Ausgehend von diesem Durchmesser ergibt sich eine Gesamtoberfläche von etwa 437.000 km². Die scheinbare Helligkeit von 2013 AP183 beträgt 22,39 m.
Da es denkbar ist, dass sich 2013 AP183 aufgrund seiner Größe im hydrostatischen Gleichgewicht befindet und somit weitgehend rund sein könnte, erfüllt er möglicherweise die Kriterien für eine Einstufung als Zwergplanet. Mike Brown geht davon aus, dass es sich bei 2013 AP183 um vielleicht einen Zwergplaneten handelt.
| Jahr                                         | Abmessungen km | Quelle   |
| -------------------------------------------- | -------------- | -------- |
| 2018                                         | 404,0          | Johnston |
| 2018                                         | 373,0          | Brown    |
| Die präziseste Bestimmung ist fett markiert. |                |          |